# Christine Langan
Christine Langan (* 20. Jahrhundert) ist eine englische Film- und Fernsehproduzentin.

## Leben
Langan studierte Englisch am Gonville and Caius College. Im Anschluss war sie drei Jahre im Bereich der Werbung und Filmbewertung tätig, bevor sie für Granada Television als Scripteditorin für Daily Soaps tätig war. Seit Mitte der 1990er Jahre war sie zunächst als Fernsehproduzentin aktiv, bevor sie ab 2005 auch Kinofilme produzierte. Ab 2006 war sie auch für BBC Films tätig, die sie 2016 für die Position als CEO bei Baby Cow Productions verließ. Im November 2020 wurde bekannt, dass Langan eine eigene Produktionsfirma gründet und Bay Cow Productions aus diesem Grunde verließ.
Ihr Schaffen als Produzentin für Film und Fernsehen umfasst mehr als 90 Produktionen. Dabei trat sie in erster Linie als ausführende Produzentin in Erscheinung.
Bei der Oscarverleihung 2007 war sie gemeinsam mit Andy Harries und Tracey Seaward für Die Queen für den Oscar in der Kategorie Bester Film nominiert. Im gleichen Jahr gewannen sie den British Academy Film Award in der Kategorie Bester britischer Film und wurden für den Alexander Korda Award for Best British Film nominiert.
2004 wurde sie mit dem BAFTA TV Award ausgezeichnet.

## Filmografie (Auswahl)
- 2005: Pierrepoint
- 2006: Die Queen (The Queen)
- 2015: Am grünen Rand der Welt (Far from the Madding Crowd)
- 2022: The Lost King
- 2025: Hot Milk